# 존 커팅 베리

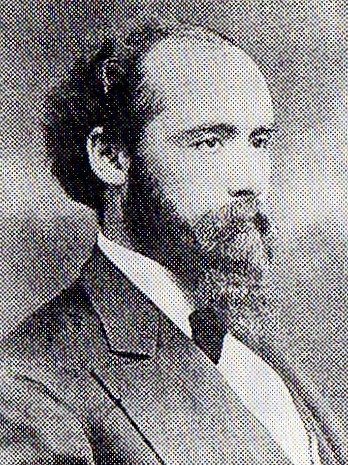

존 커팅 베리(John Cutting Berry, 1847년 1월 16일 ~ 1936년 2월 9일)는 미국의 심리학자이자 선교사이다. 아메리칸 보드에 의해 일본으로 보내졌고 그곳에서 그는 고베, 교토, 오카야마를 포함한 여러 지역에서 의료를 수행하였다. 1911년 훈3등 서보장을 받았다.

## 생애
베리는 1847년 미국 메인주에서 태어났다. 그의 아버지는 그가 4살 때 사망했으며 아버지의 친구들 중 한 명에게 보내졌다. 11살 때부터 그의 삶을 위해 일했다. 17세에 기독교인으로서 세례를 받았다. 20세에 그가 타던 배가 폭풍에 휩싸였으나 생존하였다. 어떠한 이유로 하나님이 그를 구원하였다고 느꼈으며 그의 남은 일생을 주를 위해 헌신하겠다고 다짐하였다.

## 참고 문헌
- Kōbe shimbun bunka seikatsu bu, 편집. (2001). 《ひと萌ゆる 知られざる近代兵庫の先覚者たち》 [A Single Sprout: The Unknown Pioneers of Modern Hyōgo] (일본어). Kōbe shimbun sōgō shuppan sentā. ISBN 978-4-343-00160-3.